# Jecheskiel Caro
Jecheskiel Caro, także Ezechiel Karo (hebr. יחזקאל קרא, ur. 26 września 1844 w Pniewach, zm. 24 grudnia 1915 w Wiedniu) – rabin, historyk, radny miasta Lwowa i naczelny rabin Lwowa.

## Życiorys
Ukończył gimnazjum w Bydgoszczy, a następnie filozofię i orientalistykę na Uniwersytecie Wrocławskim oraz we wrocławskim Żydowskim Seminarium Teologicznym Fundacji Fränkla. Doktorat uzyskał na Uniwersytecie w Heidelbergu. Następnie pracował jako nauczyciel w Łodzi, w Szkole Powiatowej Specjalnej (1866) oraz w Niemieckim Gimnazjum Reformowanym (1866–1869). Pracował jako rabin w Gniewie, Tczewie (1870–1979), a następnie w Erfurcie (1879–1882). Jednocześnie nauczał religii w szkołach oraz publikował na łamach „Literaturblatt”. W latach 1882–1891 był rabinem w Pilznie. Poznawszy prezesa lwowskiej gminy żydowskiej – Samuela Horowitza, został zachęcony przez niego do przenosin do Lwowa, gdzie w 1891 zamieszkał oraz został rabinem i kaznodzieją w tamtejszej Synagodze Postępowej (1891–1915). Od 1898 był naczelnym rabinem Lwowa. Był autorem opracowania programu nauczania religii mojżeszowej w szkołach w Galicji, zarówno dla szkół ludowych, wydziałowych, jak i średnich.
Był wiceprezesem lwowskiego kuratorium oświaty, wizytatorem szkolnym nauki religii we lwowskich szkołach. W latach 1902–1912 był kierownikiem Zakładu Kształcenia Nauczycieli Religii Mojżeszowej we Lwowie.
Na prośbę burmistrza Tczewa, napisał historię miasta pt. Ein Vierteljahrhundert städtischer Verwaltung in Dirschau (1880) był również autorem historii lwowskich Żydów pt. Geschichte der Juden in Lemberg von den ältesten Zeiten bis zur ersten Teilung Polens im J. 1792… (1894). Ponadto publikował swoje kazania oraz inne teksty na łamach m.in. czasopisma „Jüdische Literaturblatt”, które przez pewien okres wydawał we Lwowie.

### Życie prywatne
Był synem rabina – Józefa Chaima Caro i bratem historyka Jakoba Caro.
Został pochowany na Cmentarzu Centralnym w Wiedniu.

## Publikacje
- Ein Vierteljahrhundert städtischer Verwaltung in Dirschau (1880)
- Geschichte der Juden in Lemberg von den ältesten Zeiten bis zur ersten Teilung Polens im J. 1792… (1894),
- Chrestomatia biblijna ze słownikiem hebrajsko-polskim (1897).